# Haiderabade (Telanganá)
Haiderabade (Hyderabad; em telugo:  హైదరాబాదు; Bhagya Nagaram; em urdu: حیدر آباد; em híndi: हैदराबाद), é uma cidade da Índia, capital do estado de Telanganá e capital de jure de Andra Pradexe. Anteriormente, a cidade era capital do antigo estado de Haiderabade, mas em 2 de junho de 2014, Haiderabade se tornou a capital oficial de Telanganá. A cidade de Haiderabade tem uma população metropolitana estimada em 6,8 milhões de pessoas. É a segunda maior cidade indiana (em termos de área) e tem a quarta maior população de toda a Índia. A área metropolitana de Haiderabade é, ainda, a quinta maior do país: em 2011, contava com 7 749 334 habitantes.
Em 2014, Andra Pradexe foi bifurcada para formar o estado de Telanganá e Haiderabade se tornou a capital conjunta dos dois estados com um acordo de transição programado para terminar em 2024.
Haiderabade é conhecida pela sua rica história, a cultura e arquitetura representando seu caráter único como um ponto de encontro para Norte e Sul da Índia, e sua cultura multilíngue, tanto geográfica quanto cultural.
Também conhecido como A Cidade de Nizams e A Cidade das Pérolas, Haiderabade é hoje uma das cidades mais desenvolvidas do país e um moderno centro de tecnologia da informação, business process outsourcing, e biotecnologia.

## Etimologia
Originalmente foi fundada pelo sultão Maomé Culi Cutube Xá, o 5º rei da dinastia Cutube Xá, em 1590. Diferentes teorias explicam a origem e etimologia do nome Haiderabade. Anteriormente, Haiderabade era conhecida como Bhagyanagar. Foi assim nomeada em memória à Bagamati, a mulher que o sultão Mohammed amava. Após sua morte, o nome Bhagyanagar teve 2 ou 3 mudanças e, finalmente, a cidade foi nomeada como Haiderabade do Decão.

## Economia
Haiderabade, cidade mundialmente conhecida por seu comércio e artesanato de pérolas, se convertido nos últimos anos em uma das cidades mais ascendente na economia do país. Tem uma crescente indústria de Pesquisa e Desenvolvimento, dentro da qual engloba a indústria farmacêutica, biotecnologia, nanotecnologia, e todo tipo de investigações relacionadas com a ciência, a engenharia e tecnologia.
Foi construído nos arredores da cidade um grande complexo tecnológico, conhecido como HITEC City, que é popularmente conhecido como o Vale do Silício da Índia.
A cidade foi eleita sede para o 58.° Congresso Internacional de Astronáutica em 2007. Em 2014, a cidade foi sede da 36a Conferência Internacional de Engenharia de Software.

## Educação
A cidade abriga muitas instituições de ensino superior importantes da Índia, notadamente a Universidade Osmania, uma das mais antigas estado país e a Universidade de Haiderabade, muito conceituada por desenvolver pesquisas na área da tecnologia da informação, ambas instituições públicas.

## Esportes

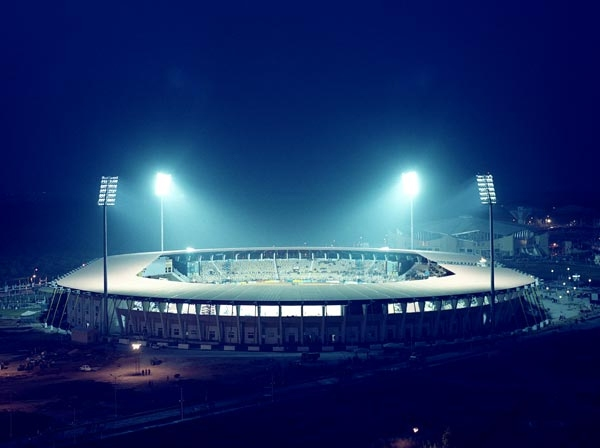
Estádio GMC construído na década de 2000 para abrigar jogos de futebol

Críquete e hóquei sobre a grama são os esportes mais populares na cidade. Os Sultões de Haiderabade venceram o campeonato inaugural da Liga Premiada de Hóquei, em 2005. críquete é o esporte preferido entre as crianças e os jovens, e é jogado em todas as variedades, como a casa críquete, rua críquete, terreno críquete, etc. O jogo de badminton é amado por adultos e veteranos, e normalmente é jogado em parques.
A equipa de críquete de Haiderabade na Liga Premiada do Índico é propriedade do Deccan Chronicle, custa USD 107 milhões. Incluem notáveis jogadores como Adam Gilchrist e Andrew Symonds.

### Estádios
Os primeiros estádio construído na cidade é o estádio Lal Bahadur Shastri. Anteriormente conhecido como Fateh Maidan, era, até recentemente exclusivo para conduzir jogos de críquete. O primeiro jogo de críquete a ser jogado nesse estádio foi em 19 de novembro de 1955. Com a construção do Rajiv Gandhi de Cricket Internacional no Estádio Uppal, é improvável que qualquer campeonato de críquete mais seja realizado no estádio Lal Bahadur Shastri.

## Atrações

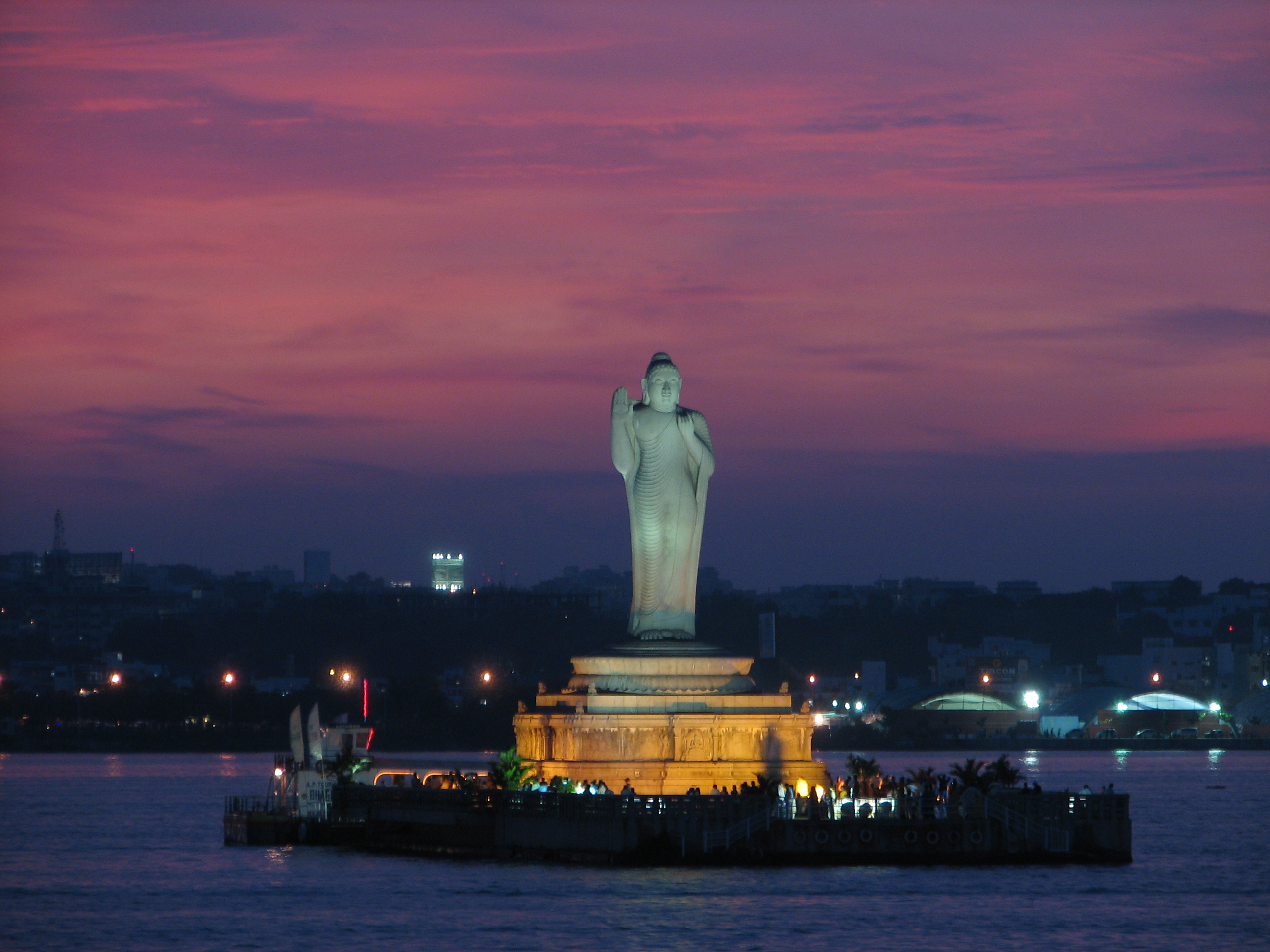
Estátua de Buda no Lago Hussain Sagar.

- Birla Mandir (Haiderabade, Andra Pradexe) — um templo hindu em mármore branco situado no topo de uma colina com vista sobre a cidade.
- Charminar — o mais conhecido marco histórico da cidade.
- Palácio Falaknuma — construído por um arquiteto italiano, através de um dos nobres Paigah, Nawab Viqar al-Umra", completo em mármore italiano. É uma bela e deslumbrante peça de arquitetura com estilo decorativo Luís XIV, de um generoso ambiente mogol, em mármore italiano nas escadas e adornada mananciais.
- Forte Golconda — localizado nos arredores da cidade, o Forte Golconda é um das mais complexas e magnífica fortaleza da Índia.
- Taramati Baradari — localizado próximo a Golconda, construído por um Sultão Qutube Xaí, este é um lugar que se deve visitar.

## Cidades irmãs
- Riverside, Califórnia, Estados Unidos
- Miyoshi, Hiroshima, Japão
- Suwon, Coreia do Sul